# Ondřej Volný
Ondřej Volný (* 22. října 1986, Ostrava) je český lékař, neurolog a vysokoškolský pedagog.
Po absolvování gymnázia Fr. Hajdy studoval na Lékařské fakultě Masarykovy univerzity v Brně, kde promoval v roce 2012. Následně odjel na půlroční stáž na University of Calgary. Po návratu pracoval ve Fakultní nemocnici u sv. Anny v Brně. V roce 2018 se na University of Calgary vrátil a stal se kmenovým lékařem (tzv. stroke fellow) tohoto pracoviště. Od ledna 2020 působí na Neurologické klinice Fakultní nemocnice Ostrava a Lékařské fakultě Ostravské univerzity.
Roku 2022 se habilitoval na Lékařské fakultě Masarykovy univerzity v Brně.